# Sipakapensisch
Sipakapensisch (Sipacapense) ist eine Maya-Sprache, die von etwa 6000 bis 8000 Indigenen im Municipio Sipacapa im Departamento San Marcos in Guatemala gesprochen wird.
Das Sipakapensische ist eng mit der Quiché-Sprache verwandt.
Bei der Volkszählung von 2002 in Guatemala gaben 5687 Personen (0,1 %) Sipakapense als Muttersprache an; 10.652 Personen (0,1 %) bezeichneten sich als Sipakapense. Laut SIL International wird das Sipakapensische im Jahre 2000 von 8000 Menschen in Guatemala gesprochen.